# مدرسه فردوس
مدرسه فردوس (انگلیسی: Al-Firdaws Madrasa) مدرسه تاریخی در حلب، سوریه است.